# Rouvres-en-Xaintois
Pour les articles homonymes, voir Rouvres.
Rouvres-en-Xaintois est une commune française située dans le département des Vosges en région Grand Est.
Ses habitants sont appelés les Roburiens.

## Géographie

### Localisation
Comme son nom l'indique pour le distinguer de Rouvres-la-Chétive, le village fait partie de la région du Xaintois (peut-être dérivé du nom de la région voisine : Saintois, voir "Toponymie"), à mi-chemin entre Mirecourt et Châtenois.

### Géologie et relief
C'est un village en creux, avec une côte au nord orienté sud. Il y a une petite bosse en allant vers Dombasle-en-Xaintois: le lieu s'appelle le bien-nommé "Quatre-vents". La côte au nord, entre Rouvres et Baudricourt, orientée sensiblement est-ouest avec un saillant vers le sud à mi-chemin, s'élève avec le Cochon à son pied. Son versant est orienté sud et était couvert de vignes avant 1900 (le lieu-dit est : les Grandes Vignes). Le haut de la côte est à 352 m pour un village qui est à 313 m.

### Communes limitrophes
|                                  | Oëlleville                          |             |
| Dombasle-en-Xaintois             | Rouvres-en-Xaintois                 | Baudricourt |
| Ménil-en-Xaintois Gemmelaincourt | Offroicourt Viviers-lès-Offroicourt | Remicourt   |

### Hydrographie et les eaux souterraines
Hydrogéologie et climatologie : Système d’information pour la gestion des eaux souterraines du bassin Rhin-Meuse :
Territoire communal : Occupation du sol (Corinne Land Cover); Cours d'eau (BD Carthage),
Géologie : Carte géologique; Coupes géologiques et techniques,
 Hydrogéologie : Masses d'eau souterraine; BD Lisa; Cartes piézométriques.

#### Réseau hydrographique
La commune est située dans le bassin versant du Rhin et le bassin versant de la Meuse au sein du bassin Rhin-Meusele bassin versant de la Meuse. Elle est drainée par le ruisseau le Cochon, le ruisseau du Groseillier et le ruisseau du Puits de Haie,.

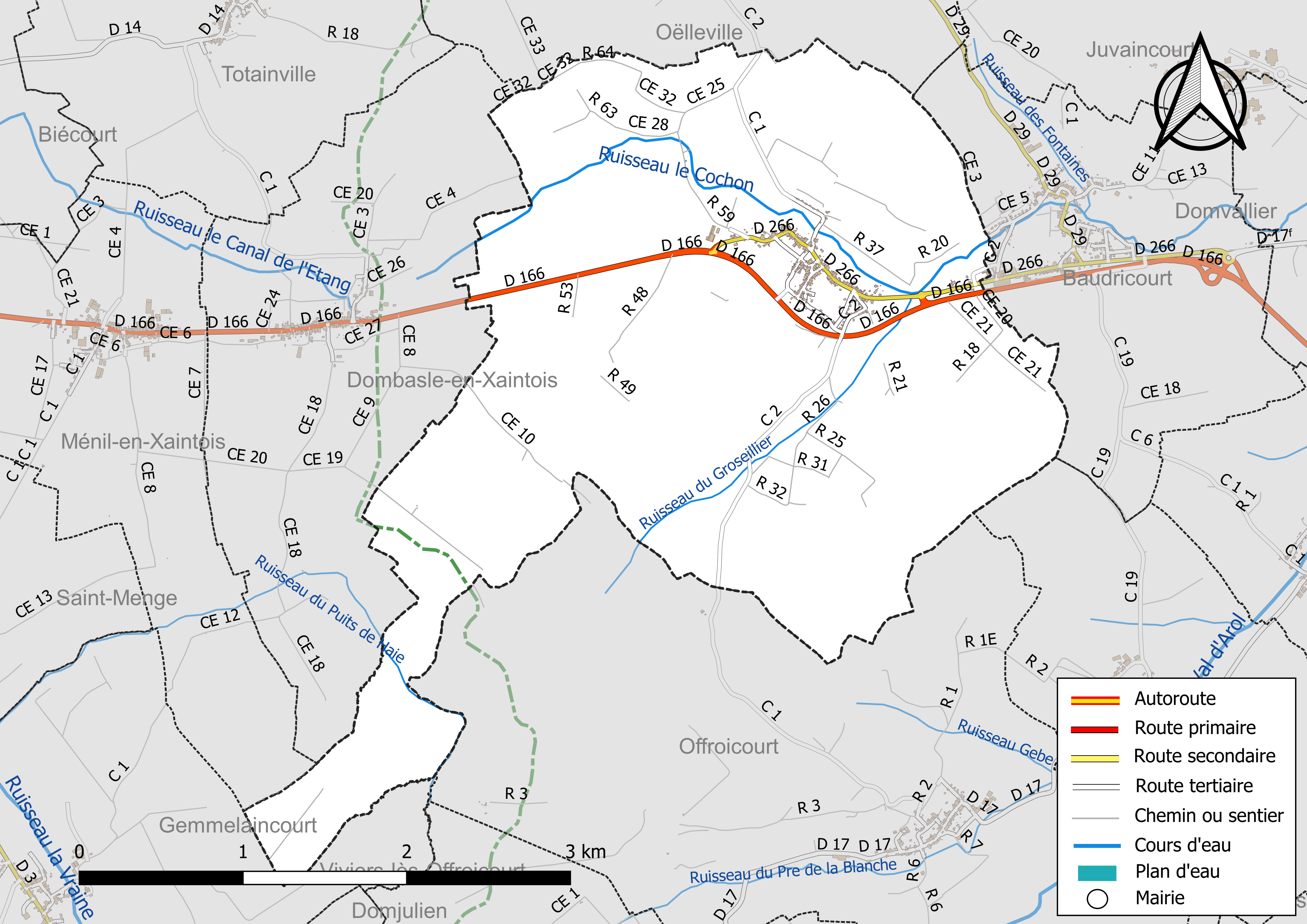
Réseaux hydrographique et routier de Rouvres-en-Xaintois.

#### Liste des cours d'eau
- Ruisseau du Puits de Haie[2],
- Ruisseau du Groseillier[3],
- Ruisseau le Cochon[4] : le Cochon (autrefois le Rupt de Rouvres) a une longueur de 8 600 m. Il rejoint le Val d'Harol à Domvallier, lequel se jette dans le Madon, rive gauche, à Mirecourt à 265 m d'altitude[5],
- Ruisseau Gebe,
- Ruisseau des Fontaines,
- Ruisseau le Canal de l'Etang,
- Ruisseau du Pre de la Blanche.

#### Gestion et qualité des eaux
Le territoire communal est couvert par le schéma d'aménagement et de gestion des eaux (SAGE) « Nappe des Grès du Trias Inférieur ». Ce document de planification, dont le territoire comprend le périmètre de la zone de répartition des eaux de la nappe des Grès du trias inférieur (GTI), d'une superficie de 1 497 km2, est en cours d'élaboration. L’objectif poursuivi est de stabiliser les niveaux piézométriques de la nappe des GTI et atteindre l'équilibre entre les prélèvements et la capacité de recharge de la nappe. Il doit être cohérent avec les objectifs de qualité définis dans les SDAGE Rhin-Meuse et Rhône-Méditerranée. La structure porteuse de l'élaboration et de la mise en œuvre est le conseil départemental des Vosges.
La qualité des eaux de baignade et des cours d’eau peut être consultée sur un site dédié géré par les agences de l’eau et l’Agence française pour la biodiversité.

### Géologie et relief
Avec Aouze, Soulosse-sous-Saint-Élophe et Grand, Rouvres est l'une des quatre communes vosgiennes « candidates » à l'implantation d'un site d'enfouissement de déchets nucléaires (type FAVL).

### Sismicité
Commune située dans une zone 1 de sismicité très faible. Dans les années 70, plusieurs secousses ont été ressenties pendant une nuit. Des piles de bois se sont effondrées. A la verrerie de Gironcourt-sur-Vraine, des verrières se sont cassées. Il semble que l'épicentre était du côté de Remiremont.

### Climat
Pour des articles plus généraux, voir Climat du Grand Est et Climat des Vosges.
En 2010, le climat de la commune est de type climat des marges montargnardes, selon une étude du Centre national de la recherche scientifique s'appuyant sur une série de données couvrant la période 1971-2000. En 2020, Météo-France publie une typologie des climats de la France métropolitaine dans laquelle la commune est dans une zone de transition entre le climat océanique altéré et le climat océanique altéré et est dans la région climatique  Lorraine, plateau de Langres, Morvan, caractérisée par un hiver rude (1,5 °C), des vents modérés et des brouillards fréquents en automne et hiver.
Pour la période 1971-2000, la température annuelle moyenne est de 9,6 °C, avec une amplitude thermique annuelle de 16,7 °C. Le cumul annuel moyen de précipitations est de 955 mm, avec 12,8 jours de précipitations en janvier et 9,6 jours en juillet. Pour la période 1991-2020, la température moyenne annuelle observée sur la station météorologique de Météo-France la plus proche, « Mirecourt-inra », sur la commune de Mirecourt à 7 km à vol d'oiseau, est de 10,4 °C et le cumul annuel moyen de précipitations est de 824,3 mm. 
La température maximale relevée sur cette station est de 39,5 °C, atteinte le 25 juillet 2019 ; la température minimale est de −19,5 °C, atteinte le 20 décembre 2009,,.
Les paramètres climatiques de la commune ont été estimés pour le milieu du siècle (2041-2070) selon différents scénarios d'émission de gaz à effet de serre à partir des nouvelles projections climatiques de référence DRIAS-2020. Ils sont consultables sur un site dédié publié par Météo-France en novembre 2022.

## Urbanisme

### Typologie
Au 1er janvier 2024, Rouvres-en-Xaintois est catégorisée commune rurale à habitat dispersé, selon la nouvelle grille communale de densité à sept niveaux définie par l'Insee en 2022.
Elle est située hors unité urbaine. Par ailleurs la commune fait partie de l'aire d'attraction de Mirecourt, dont elle est une commune de la couronne,. Cette aire, qui regroupe 33 communes, est catégorisée dans les aires de moins de 50 000 habitants,.

### Occupation des sols
L'occupation des sols de la commune, telle qu'elle ressort de la base de données européenne d’occupation biophysique des sols Corine Land Cover (CLC), est marquée par l'importance des territoires agricoles (65,3 % en 2018), une proportion identique à celle de 1990 (65,3 %). La répartition détaillée en 2018 est la suivante : 
terres arables (46,8 %), forêts (30,3 %), prairies (15,6 %), zones urbanisées (4,4 %), cultures permanentes (2,8 %). L'évolution de l’occupation des sols de la commune et de ses infrastructures peut être observée sur les différentes représentations cartographiques du territoire : la carte de Cassini (XVIIIe siècle), la carte d'état-major (1820-1866) et les cartes ou photos aériennes de l'IGN pour la période actuelle (1950 à aujourd'hui).

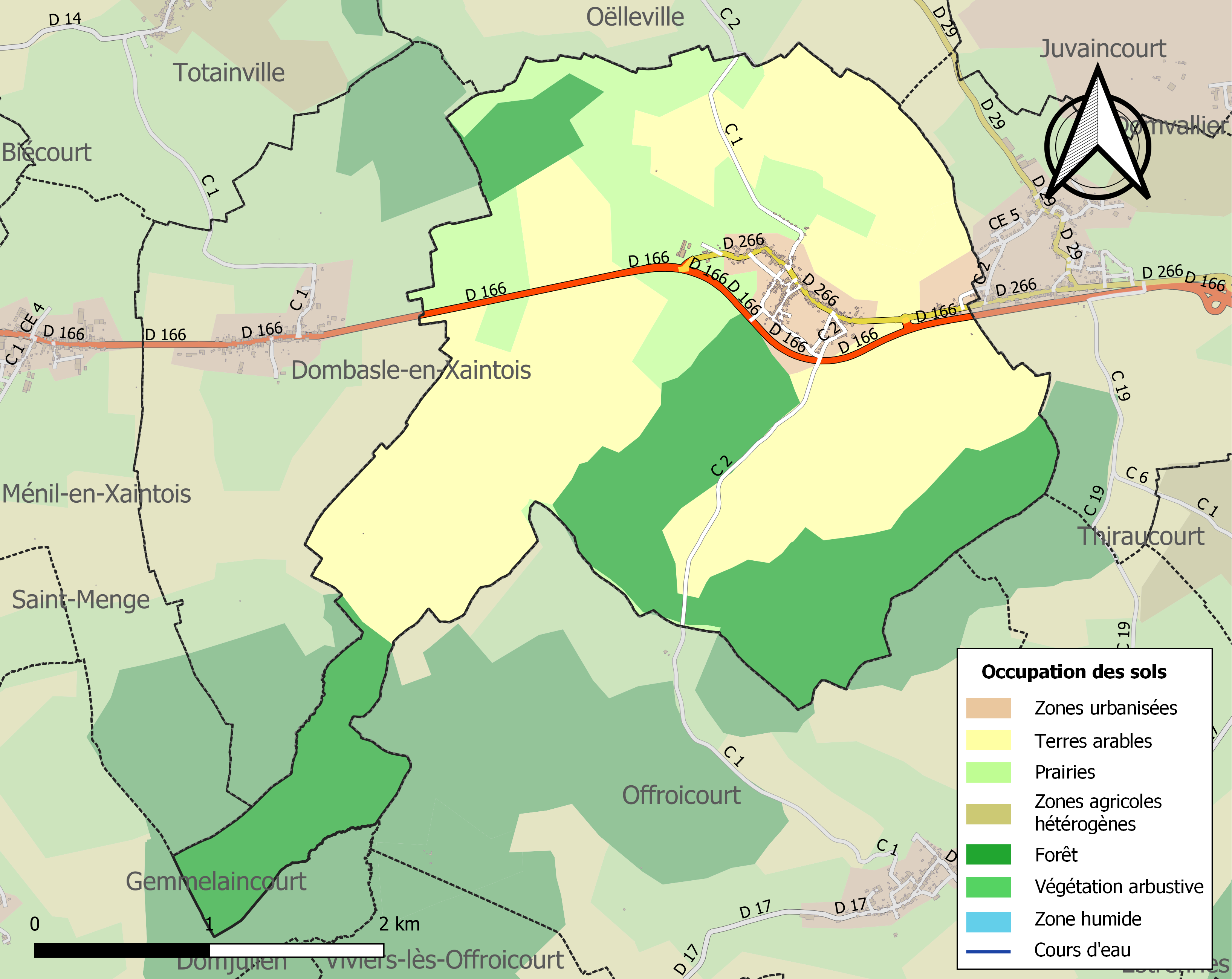
Carte des infrastructures et de l'occupation des sols de la commune en 2018 (CLC).

### Voies de communications et transports
La commune est à 11,5 km de Mirecourt, 16,3 de Châtenois, 18 de Vittel et 24,1 de Contrexéville.

#### Voies routières
- A31 (aussi appelée autoroute de Lorraine-Bourgogne). Échangeurs Châtenois, Bulgnéville.

#### Transports en commun
- Fluo Grand Est.

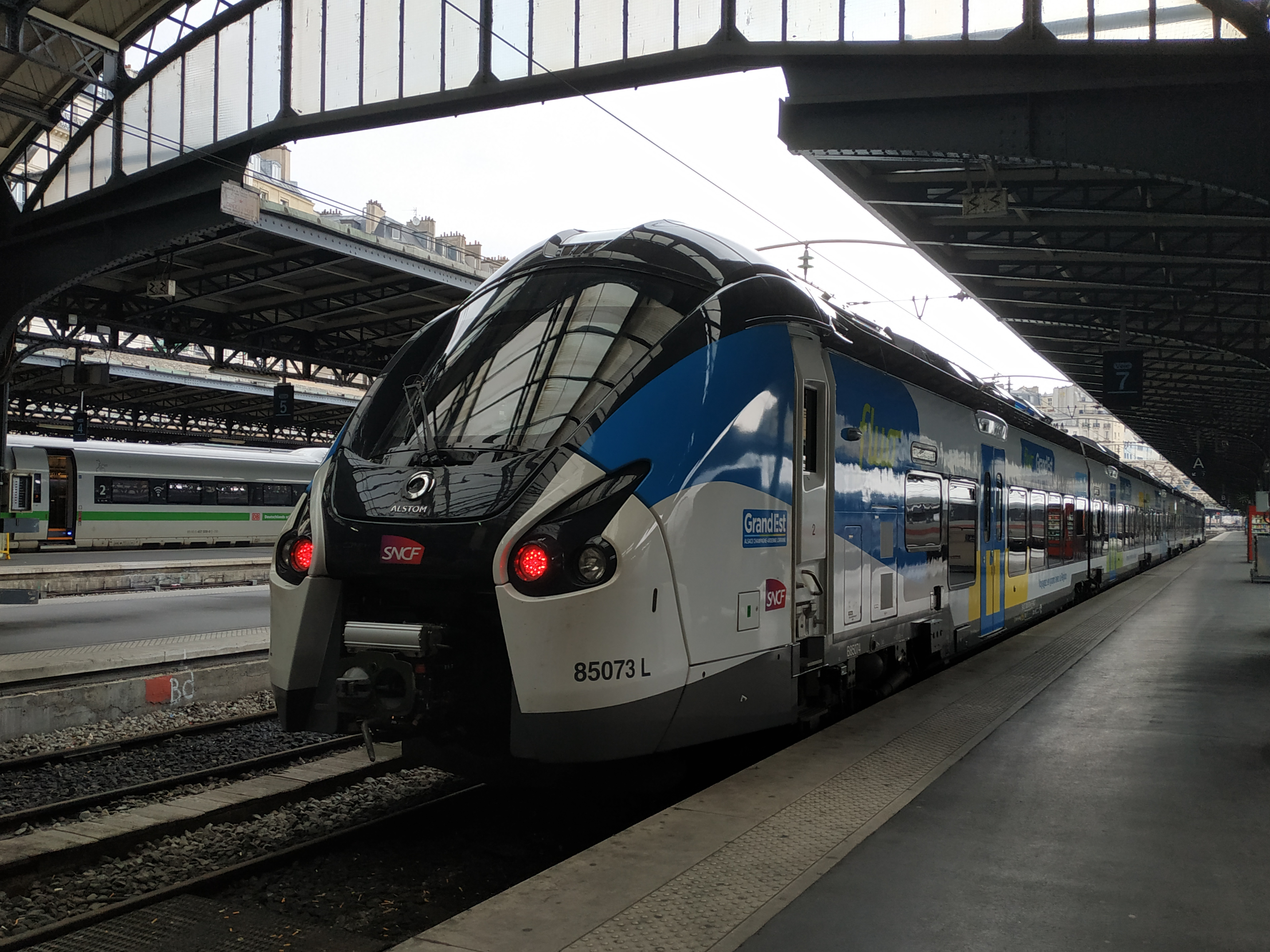
Regiolis livrée Fluo Grand Est B85073, Gare de Paris-Est.
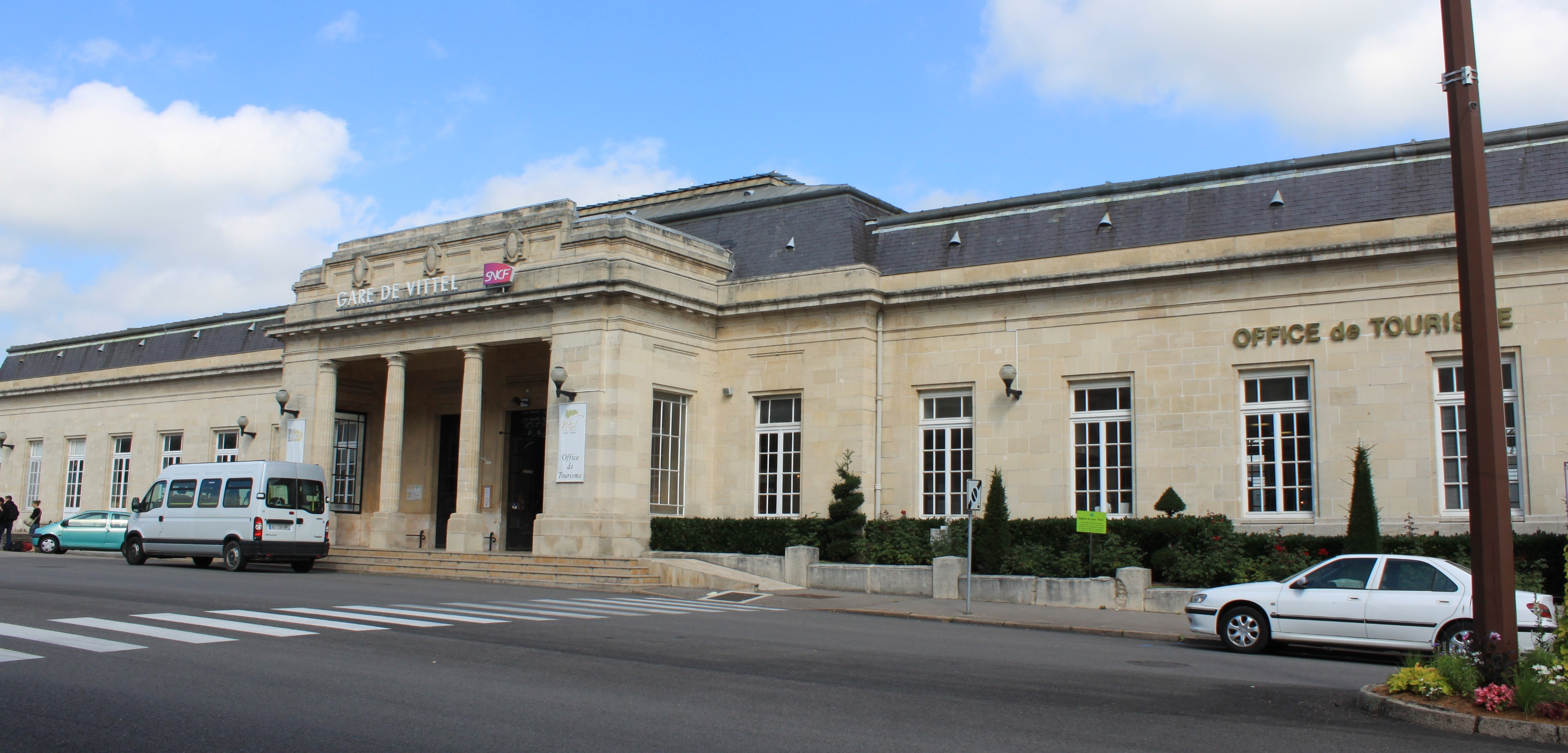
Gare de Vittel.
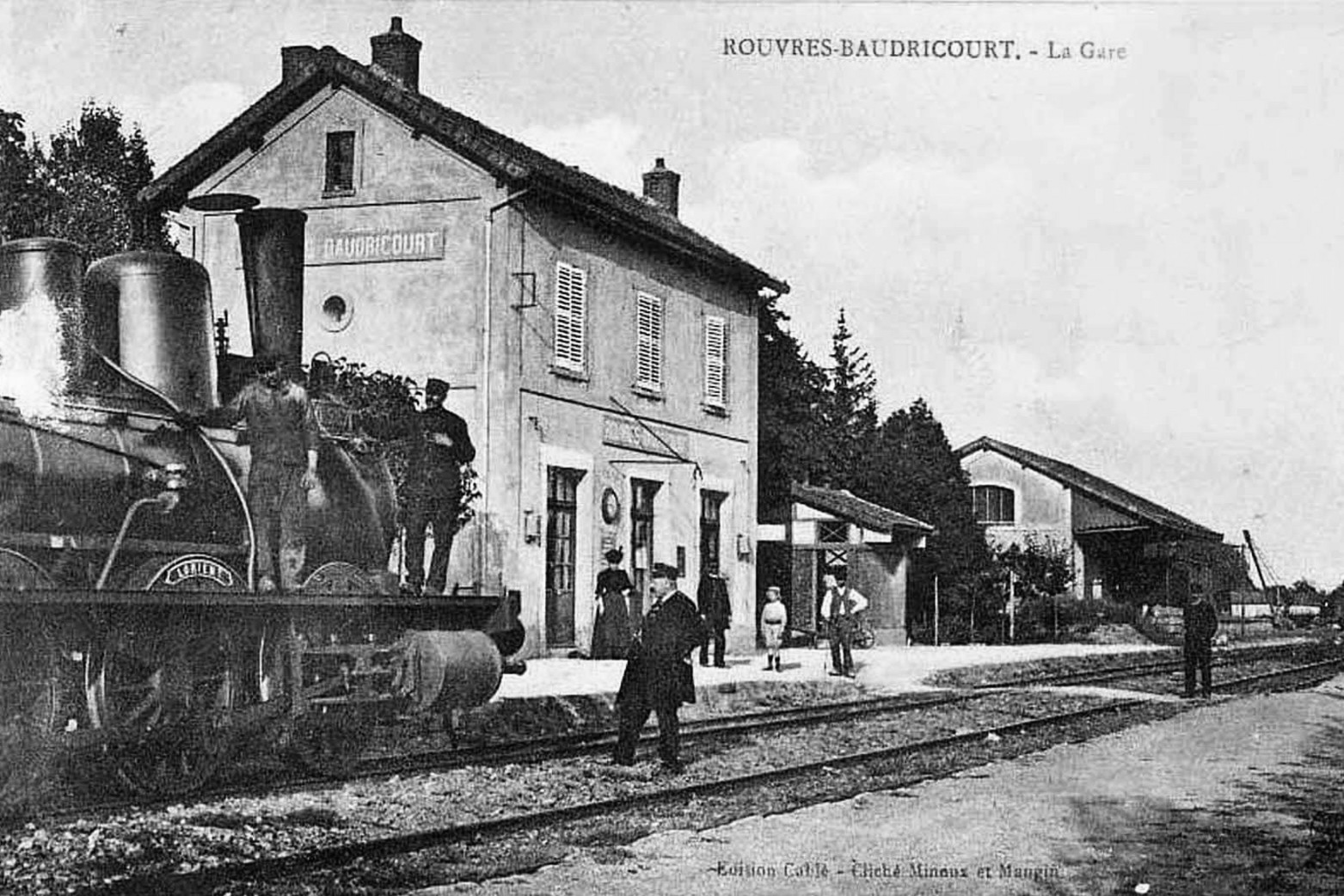
Ancienne gare de Rouvres-Baudricourt (fermée).

#### Lignes SNCF
- Gare de Vittel.
- Gare de Contrexéville.
- Ancienne gare Rouvres-Baudricourt (fermée).

## Toponymie
Attestée sous la forme Ruver dès 1109. On trouve les noms : Rouvre en Seintois (1261), Rouvre en Saintoix (1463), Roux en Sainctois (1622). On trouve Rouvres en Xaintois tardivement, en 1711.
Rouvres a pour origine le latin robur (c'est pourquoi les habitants sont des roburiens) qui signifie vigueur, force, dureté et désigne une variété de chêne (Quercus Robur), de haute élévation, aux branches tortueuses et noueuses. Ces arbres sont abondants dans le bois du Chanot situé au sud-ouest du village qui autrefois formait une vaste et unique forêt avec le bois de Haye jusqu'à Gemmelaincourt (carte de Cassini).
Seules trois communes voisines, Ménil, Dombasle et Rouvres sont « en-Xaintois ». La lettre x a eu différentes prononciations dans les Vosges. Dans les noms de communes, Pouxeux (qui s'écrivait Poucheux sur la carte de Cassini), Uxegney, Xaronval, le x se prononçait autrefois ch, [ʃ], selon Albert Dauzat. La prononciation française [ks] a cependant toujours existé pour le nom de la commune de Xertigny. Dans Bouxières-aux-Bois, Jeuxey, Jorxey, Maxey-sur-Meuse, Saulxures-lès-Bulgnéville, Ubexy et Vouxey, le x se prononce encore maintenant ss, [s].
Le Saintois est une région naturelle de la région Lorraine, en France. Elle est située au sud du département de Meurthe-et-Moselle et déborde dans le département des Vosges, prenant alors le nom de Xaintois.

Ainsi, le glissement de [s] en [ks] pour Rouvres-en-Xaintois au xviiie siècle pourrait s'apparenter à une influence française dans la plaine des Vosges.

## Histoire
Le village comprenait deux seigneuries, distinctes dans la répartition des affouages : la grande avait pour seigneurs les sieurs de Removille et du Châtelet, puis après 1621 les marquis de Removille dont les derniers représentants de la maison de Bassompierre résidaient à Baudricourt ; la petite dépendait de Châtenois et appartenait au duc de Lorraine puis au roi. L’abbé de Chaumousey possédait autrefois d’autre part quelques droits seigneuriaux. Sous l’Ancien Régime, Rouvres-en-Xaintois appartenait au bailliage de Mirecourt.
En 1790, Rouvres-en-Xaintois fut désignée pour chef-lieu du sixième canton du district de Mirecourt. Ce canton a subsisté jusqu’au 19 vendémiaire an X.
Une ordonnance du 6 juillet 1832 a réuni à cette commune le bois dit le Pransieux, précédemment enclave de Baudricourt.
L’église actuelle a été construite en 1856. La mairie et l’école des garçons ont été construites en 1833 ; l’école des filles en 1836.
Le village était vinicole au XIXe siècle. Il y avait beaucoup de vignerons et des marchands de vins. La côte lieu-dit "les Grandes Vignes" était couverte de vignes jusqu'à la fin du XIXe siècle. Mais l'épidémie de phylloxéra atteint les Vosges en 1894. Le département est déclaré officiellement phyloxéré en 1905. Les vignes sont détruites. Elles seront partiellement replantées, notamment en plants Kuhlmann et Oberlin, mais les terrains seront surtout reconvertis en vergers de mirabelliers.

## Politique et administration

### Découpage territorial
Par arrêté préfectoral du 15 septembre 2023, la commune est retirée le 1er janvier 2024 de l'arrondissement d'Épinal et rattachée à l'arrondissement de Neufchâteau.

### Liste des maires
| Période                                  | Période   | Identité                    | Étiquette | Qualité                                 |
| ---------------------------------------- | --------- | --------------------------- | --------- | --------------------------------------- |
| Les données manquantes sont à compléter. |           |                             |           |                                         |
| 1900                                     | 19?       | Auguste Parisot             |           |                                         |
| 1923                                     | 1929      |                             |           |                                         |
| 1929                                     | 1935      | Paul Bassot                 |           |                                         |
| 1935                                     | 1941      | Henri Moitsier              |           |                                         |
| 1941                                     | 1947      |                             |           |                                         |
| 1947                                     | 1953      |                             |           |                                         |
| 1953                                     | 1959      |                             |           |                                         |
| 1959                                     | mars 1965 | Georges Maton               |           |                                         |
| mars 1965                                | mars 1971 | Roland Burnel               |           |                                         |
| mars 1971                                | mars 1983 | René Poirot                 |           | Agent administratif SNCF                |
| mars 1983                                | mars 1989 | Hubert Munier               |           |                                         |
| mars 1989                                | mars 2001 | André Vuillaume             |           |                                         |
| mars 2001                                | août 2019 | Bernard Charles (1952-2019) | DVD       | Électricien, décédé en cours de mandat. |
| août 2019                                | En cours  | Marie-Brigitte Frament      |           | [ 30 ]                                  |

- Les maires élus entre 1746 et 1900 ont été trouvés grâce aux registres d'état civil et registres paroissiaux de la commune de Rouvres en Xaintois.

### Vote lors des élections
Lors du premier tour de l’élection présidentielle de 2012, le dimanche 22 avril, le taux d’abstention à Rouvres-en-Xaintois était de 16,23 % (265 inscrits, 222 votants pour 219 exprimés), ce qui est inférieur à l'abstention nationale (20,52 %) mais supérieur à celle de la commune lors du premier tour de la dernière élection présidentielle (11,79 % en 2007).
Lors de ce scrutin, les Roburiens se sont exprimés comme suit :
| Marine Le Pen | François Hollande | Nicolas Sarkozy | Jean-Luc Mélenchon | François Bayrou | Nicolas Dupont-Aignan | Philippe Poutou | Jacques Cheminade | Eva Joly | Nathalie Arthaud |
| ------------- | ----------------- | --------------- | ------------------ | --------------- | --------------------- | --------------- | ----------------- | -------- | ---------------- |
| 25,11 %       | 24,20 %           | 22,37 %         | 11,42 %            | 10,96 %         | 1,83 %                | 1,37 %          | 1,37 %            | 0,91 %   | 0,46 %           |

Ce scrutin montre une percée du Front national qui arrive en tête, ainsi que de l'extrême gauche (surtout à travers le Front de gauche) dans la commune, au détriment de Nicolas Sarkozy qui recule nettement.
Lors du deuxième tour de l’élection présidentielle de 2012, le dimanche 6 mai, le taux d’abstention à Rouvres en Xaintois était de 13,58 % (265 inscrits, 229 votants pour 208 exprimés), ce qui est inférieur à l'abstention nationale (19,66 %) mais supérieur à celle des seconds tours des deux dernières élections présidentielles (respectivement de 8,37 % en 2007 et 12,92 % en 2002).
Lors de ce scrutin, les Roburiens se sont exprimés comme suit :
| François Hollande | Nicolas Sarkozy |
| ----------------- | --------------- |
| 53,37 %           | 46,63 %         |

Ce scrutin montre un très bon report des voix de gauche (mais aussi des électeurs de François Bayrou et Nicolas Dupont-Aignan) en faveur de François Hollande.
Le score de Nicolas Sarkozy est en effet inférieur au total additionné des voix UMP et FN du premier tour.

### Budget et fiscalité 2023

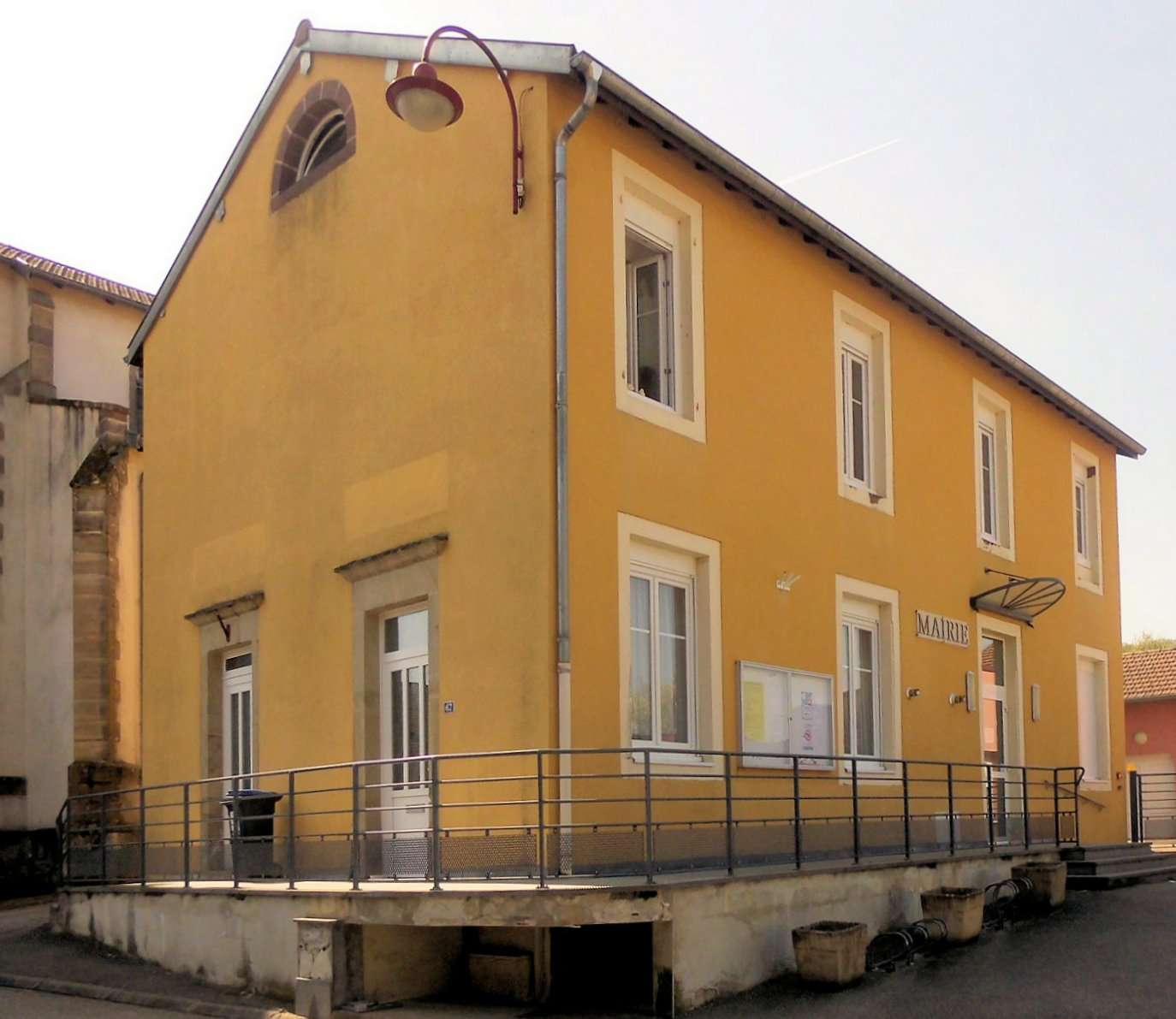
La mairie.

En 2023, le budget de la commune était constitué ainsi :
- total des produits de fonctionnement : 221 000 €, soit 790 € par habitant ;
- total des charges de fonctionnement : 160 000 €, soit 572 € par habitant ;
- total des ressources d'investissement : 35 000 €, soit 126 € par habitant ;
- total des emplois d'investissement : 139 000 €, soit 496 € par habitant ;
- endettement : 98 000 €, soit 351 € par habitant.

Avec les taux de fiscalité suivants :
- taxe d'habitation : 24,04 % ;
- taxe foncière sur les propriétés bâties : 39,27 % ;
- taxe foncière sur les propriétés non bâties : 25,04 % ;
- taxe additionnelle à la taxe foncière sur les propriétés non bâties : 0,00 % ;
- cotisation foncière des entreprises : 0,00 %.

Chiffres clés Revenus et pauvreté des ménages en 2021 : médiane en 2021 du revenu disponible, par unité de consommation : 21 620 €.

## Population et société

### Démographie

#### Pyramide des âges
L'évolution du nombre d'habitants est connue à travers les recensements de la population effectués dans la commune depuis 1793. Pour les communes de moins de 10 000 habitants, une enquête de recensement portant sur toute la population est réalisée tous les cinq ans, les populations de référence des années intermédiaires étant quant à elles estimées par interpolation ou extrapolation. Pour la commune, le premier recensement exhaustif entrant dans le cadre du nouveau dispositif a été réalisé en 2005.

En 2022, la commune comptait 262 habitants, en évolution de −6,09 % par rapport à 2016 (Vosges : −2,96 %, France hors Mayotte : +2,11 %).
| 1793 | 1800 | 1806 | 1821 | 1831 | 1836 | 1841 | 1846 | 1856 |
| ---- | ---- | ---- | ---- | ---- | ---- | ---- | ---- | ---- |
| 361  | 363  | 462  | 519  | 640  | 673  | 673  | 700  | 587  |

| 1861 | 1866 | 1876 | 1881 | 1886 | 1891 | 1896 | 1901 | 1906 |
| ---- | ---- | ---- | ---- | ---- | ---- | ---- | ---- | ---- |
| 602  | 593  | 551  | 557  | 539  | 515  | 503  | 470  | 454  |

| 1911 | 1921 | 1926 | 1931 | 1936 | 1946 | 1954 | 1962 | 1968 |
| ---- | ---- | ---- | ---- | ---- | ---- | ---- | ---- | ---- |
| 459  | 387  | 430  | 423  | 375  | 395  | 403  | 374  | 356  |

| 1975 | 1982 | 1990 | 1999 | 2005 | 2006 | 2010 | 2015 | 2020 |
| ---- | ---- | ---- | ---- | ---- | ---- | ---- | ---- | ---- |
| 367  | 385  | 337  | 299  | 297  | 298  | 289  | 283  | 268  |

| 2022 | - | - | - | - | - | - | - | - |
| ---- | - | - | - | - | - | - | - | - |
| 262  | - | - | - | - | - | - | - | - |

### Enseignement
Établissements d'enseignements :
- École maternelle et primaire.

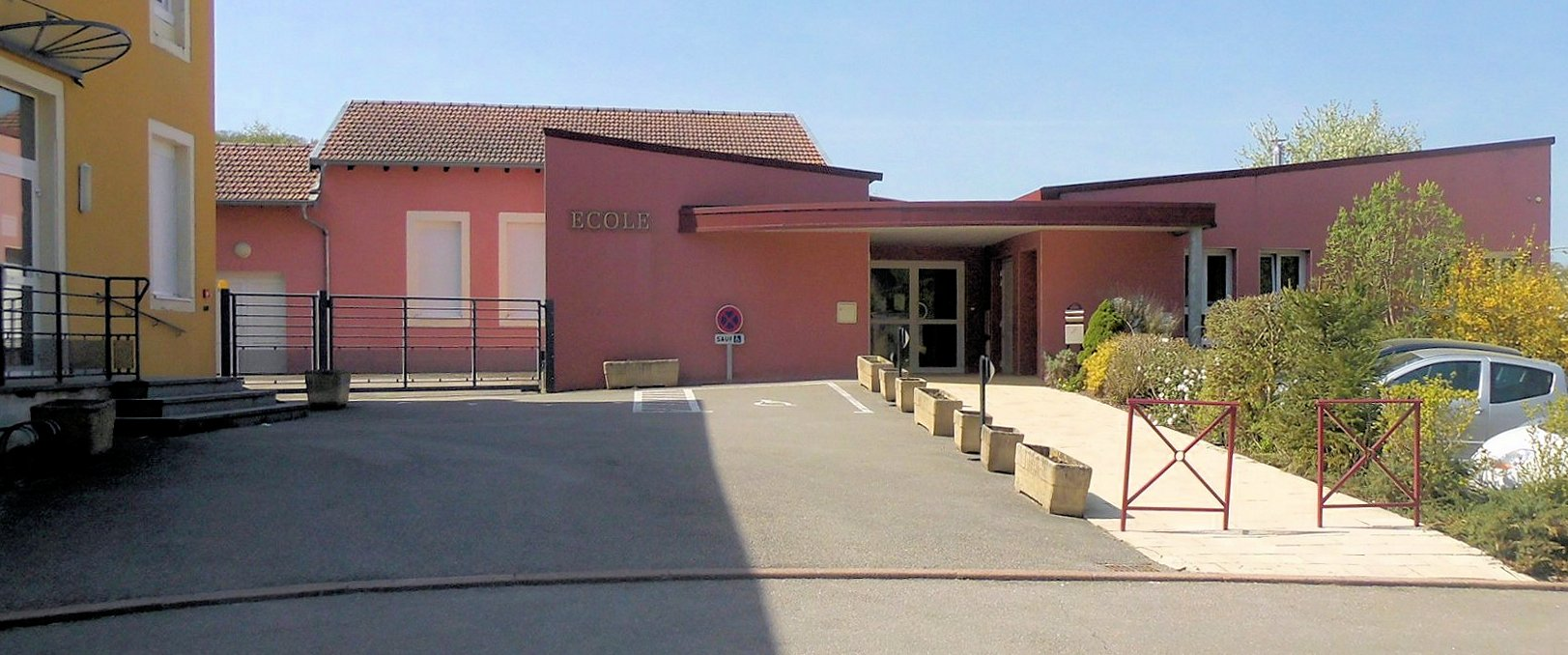
École maternelle et primaire

- Collèges à Mirecourt, Mandres-sur-Vair, Vittel, Châtenois, Contrexéville.
- Lycées à Mirecourt, Mandres-sur-Vair, Vittel, Harol.

### Santé
Professionnels et établissements de santé :
- Médecins à Gironcourt-sur-Vraine, Mirecourt, Mattaincourt, Remoncourt, Vicherey.
- Pharmacies à Gironcourt-sur-Vraine, Mirecourt, Mattaincourt, Remoncourt, Vicherey.
- Hôpitaux à Mirecourt, Mattaincourt, VitteL.

### Cultes
- Culte catholique, Paroisse saint Pierre Fourier[41], Diocèse de Saint-Dié.

## Personnalités liées à la commune
- Saint Basle, ermite installé à la limite de la ferme de Bellevue sur la route d'Offroicourt.
- Laprevotte Nicolas François (1796-?) Né à Rouvres-en-Xaintois en 1796. Adjudant dans l'armée puis Sergent dans la gendarmerie, il est membre de la 2 ème compagnie de gendarmes vétéran lorsqu'il est fait chevalier de la légion d'honneur en 1847.
- André Gueslin, né le 19 janvier 1950 à Rouvres-en-Xaintois[42].
- 6 prix 1 (2003-), vidéaste nancéien originaire de la commune.

## Économie

### Entreprises et commerces

#### Agriculture
- Élevage de vaches laitières,
- Sylviculture et autres activités forestières,

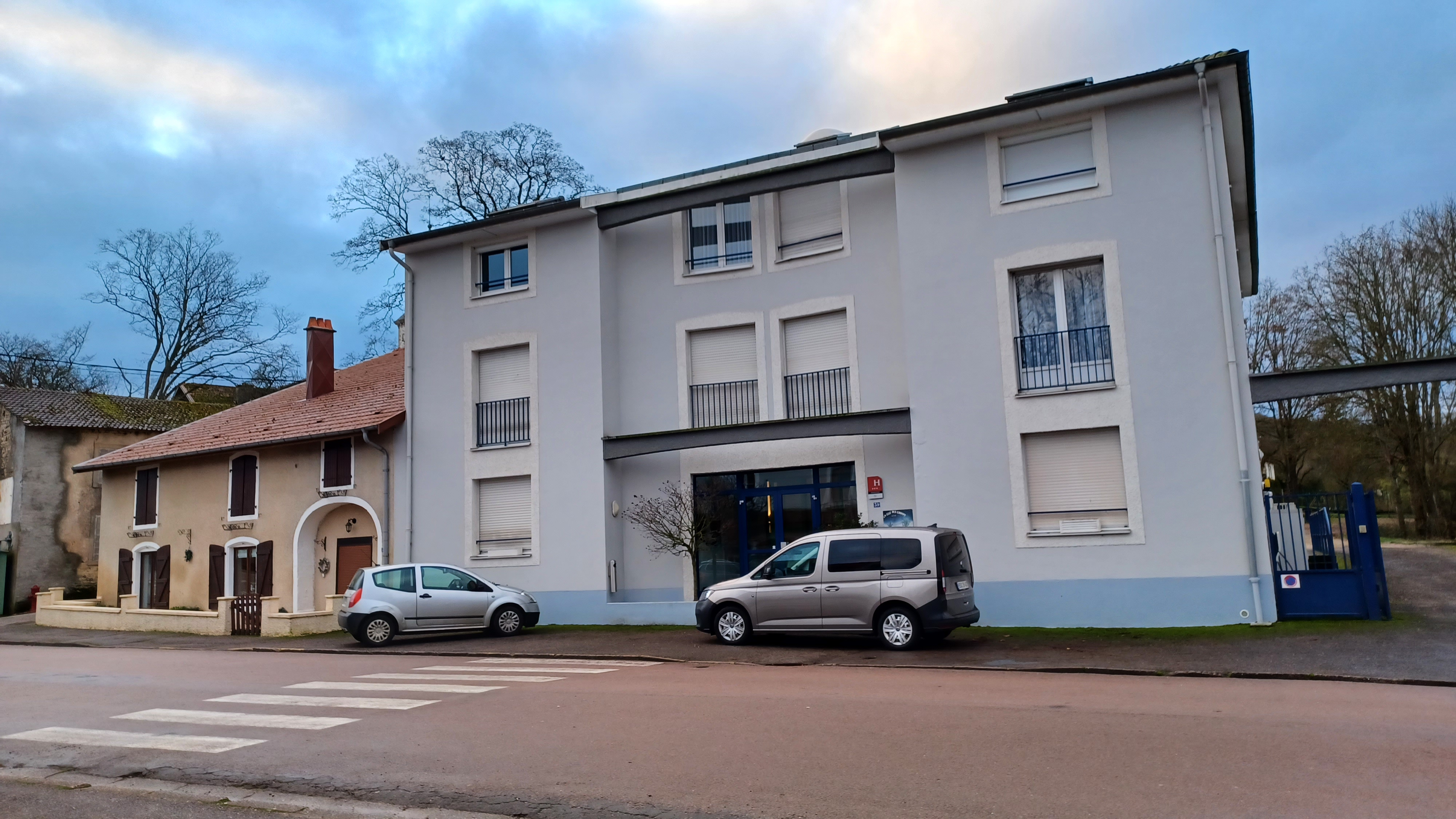
Hôtel-restaurant 3***.

- Culture et élevage associés.

#### Tourisme
- Hôtel-restaurant à Rouvres-en-Xaintois[43],[44],[45].
- Camping à They-sous-Montfort[46].
- Gîtes de France à Thiraucourt.

#### Commerces
- Commerces et services de proximité.

dans la commune : boucherie-charcuterie, services divers,
à Vittel, Poussay, Contrexéville, Mirecours.

## Culture locale et patrimoine

### Lieux et monuments

#### Église
L’église, dédiée à Saint Élophe, était du diocèse de Toul, doyenné de Porsas. La cure était du diocèse de Toul et, antérieurement, à la collation du chapitre de Brixey.
L'église, construite en 1856, a été consacrée le 22 octobre 1857 par l'évêque de Saint-Dié.
L'ancien édifice était au même endroit que l'actuel mais orienté sensiblement suivant un axe est-ouest, légèrement incliné vers le sud, le chœur étant vers l'est. Le cimetière était de chaque côté de l'église.
L'église actuelle est orientée sud-ouest. L'édifice a trois nefs et cinq travées. L'abside offre cinq grandes fenêtres. Les vitraux sont en grisaille de l'atelier Pierre Napoléon Rives, peintre-verrier à Nancy. Elle a coûté trente-deux mille francs, ce qui semble raisonnable pour la qualité et l'époque, selon l'abbé Chapia qui en fait la description dans L'ami de la religion et du Roi. L'église a été consacrée le 22 octobre 1857 par l'évêque de Saint-Dié (Vosges). Toutefois, compte-tenu des fonds disponibles, l'église est sans clocher ! Il ne sera construit que 30 ans plus tard. Les cloches sont entreposées dans un hangar à la toiture incertaine (il s'agit donc des cloches de l'ancienne église). Sur un devis de 34 650 francs, la commune demande une subvention de 10 000 francs au Conseil Général des Vosges. La séance du 18 août 1885, sous la présidence de Jules Ferry lui-même, est houleuse, le devis semblant trop élevé et la tour trop haute : 41 m. Une somme de 5 000 francs seulement sera accordée.
Lors de la réalisation du réseau communal d'eau potable, vers 1957, les tranchées creusées pour poser les tuyaux le long de la rue allant de la place de l'Église à la rue du Haut-de-l'Âtre (sur la photo de l'église : à l'endroit de la bordure de trottoir), ont révélé un grand nombre d'ossements (fémur, crânes…), témoins de l'ancien cimetière.
Vers la même époque, l'église a été rénovée : peinture intérieure; le coq, endommagé à la guerre 39-40, a été remplacé; des vitraux de l'église ont été remplacés. Les chutes de verres colorés ont été utilisées par les enfants qui les broyaient et en faisait des décorations collées avec de la colle de farine sur du carton, du bois…. D'importants travaux d'entretien sont à nouveau réalisés en 1991-1992.
Le clocher de l'église abrite cinq cloches :
- Cloche 1 : Se nomme Thérèse, elle chante le do3, pèse 1811 kg et mesure 1450 mm de diamètre. C'est la plus grosse cloche et la plus grave : elle est dite « le bourdon ». Elle date de 1923 car l'ancienne cloche, fondue par Jules Robert en 1887 à Nancy, avait été fêlée à l'armistice de 1918 car les habitants l'avaient trop fait sonner ! Elle a été réalisée par la fonderie de cloches Farnier (sous la direction de Georges Farnier) à Robécourt (Vosges)[53], et baptisée le mardi 13 juillet 1923 en présence de Mgr Foucault, évêque de Saint-Dié (le Télégramme des Vosges du vendredi 20 juillet 1923, page 2). La marraine est Andrée Eury (plus tard, épouse Didierlaurent).
- Cloche 2 : Se nomme Victoire, elle chante le fa3, elle a été fondue en 1887 par Jules Robert à Nancy.
- Cloche 3 : Chante le sol3, elle a été fondue par Jules Robert en 1887 à Nancy.
- Cloche 4 : Chante le la3, elle a été fondue par Jules Robert en 1887 à Nancy.
- Cloche 5 : Se nomme Laetitia, elle chante le do4, elle a été fondue par Jules Robert en 1887 à Nancy.

Le plénum à cinq cloches peut-être écouté ici.

#### Croix de mission
Au sommet de la côte "les Grandes Vignes" se trouve une imposante croix de mission en béton, de 10 m de hauteur, tenue par des haubans, datant de la mission catholique de 1933. Elle a été restaurée en 2018.
Il y a aussi la présence de deux vieilles croix identiques anciennes (dont la date est inconnue), une avant la sortie du village en direction d'Offroicourt, et l'autre proche de la sortie sur la route départementale en direction de Dombasle-en-Xaintois et Ménil-en-Xaintois.

#### Patrimoine architectural rural
Patrimoine architectural rural recensé par le service régional de l'Inventaire général du patrimoine culturel.

#### Monument aux morts
Le monument aux morts de la commune est placé dans le cimetière de la commune. La structure est un pilier commémoratif avec des décorations végétales avec des guirlandes, des palmes, des palmes avec ruban, des couronnes de lauriers mais aussi des décorations religieuse comme une croix latine en son sommet. Il est aussi décoré en son contour des bornes et des chaînes.

## Pour approfondir